# 斯科貝爾卡
50°30′45″N 24°46′53″E / 50.51250°N 24.78139°E

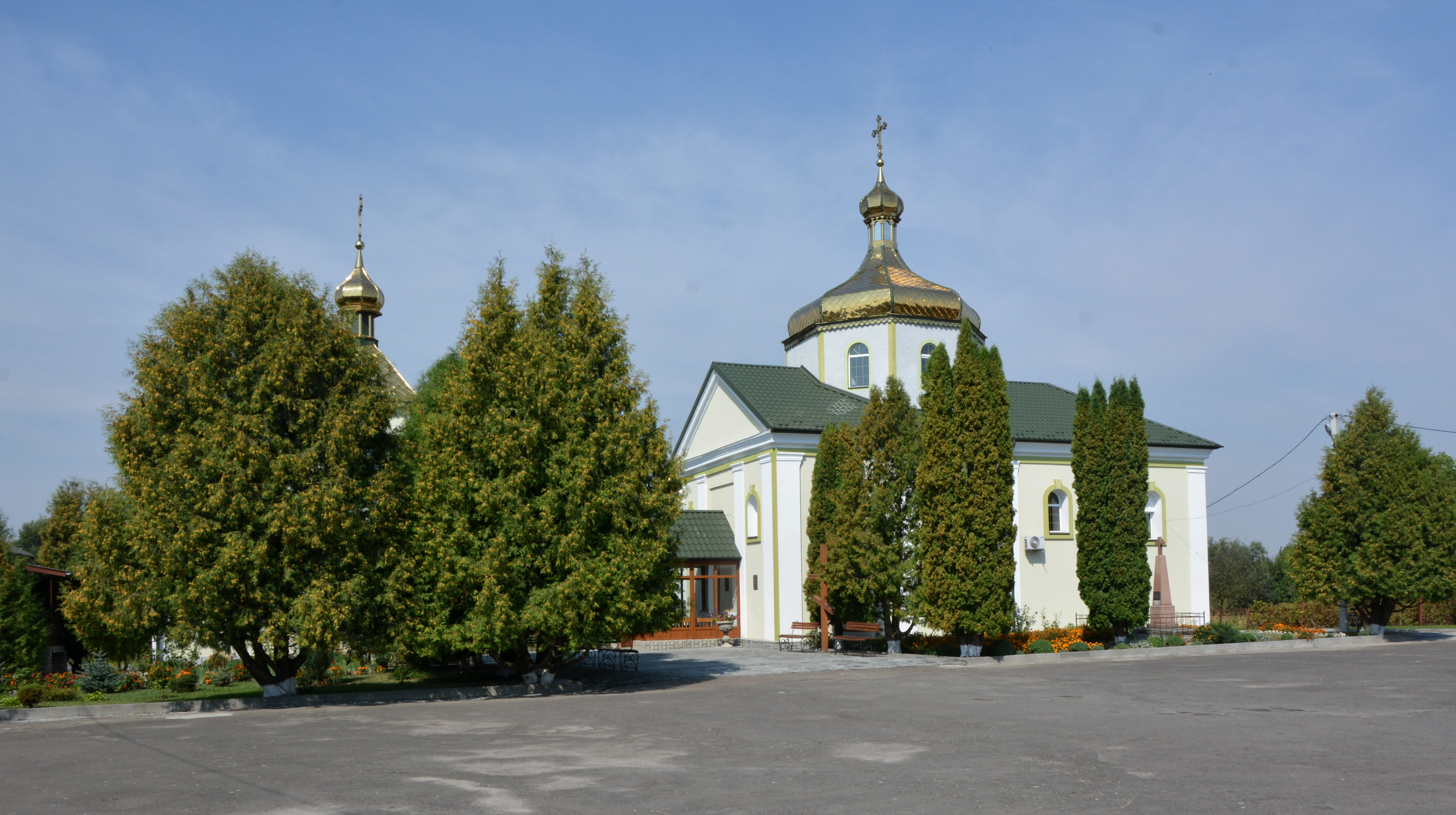
該村1814年建的聖梅科拉教堂

斯科貝爾卡（烏克蘭語：Скобелка），是烏克蘭西部沃倫州的村落，由盧茨克區霍羅希夫市鎮所轄，始建於1629年，面積21.39平方公里，海拔高度214米，2001年人口1,602，人口密度每平方公里74.89人。